# 小行星7095
小行星7095（英語：7095 Lamettrie）是一颗围绕太阳公转的小行星。1992年9月22日，艾瑞克·怀特·埃尔斯特在拉西拉天文台发现了此天体。
这颗小行星的绝对星等为197.8897199867993等。